# Raïon d'Okhtyrka
Le raïon d'Okhtyrka (en ukrainien : Охтирський район) est un raïon (district) dans l'oblast de Soumy en Ukraine.

## Histoire
Depuis la réforme administrative de 2020, le raïon a absorbé les raïons d'Okhtyrka, Velyka Pysarivka.

## Patrimoine
Le Parc national de Hetman, le domaine Galitsine de Trostianets, la Cathédrale de l'Intercession à Okhtyrka.

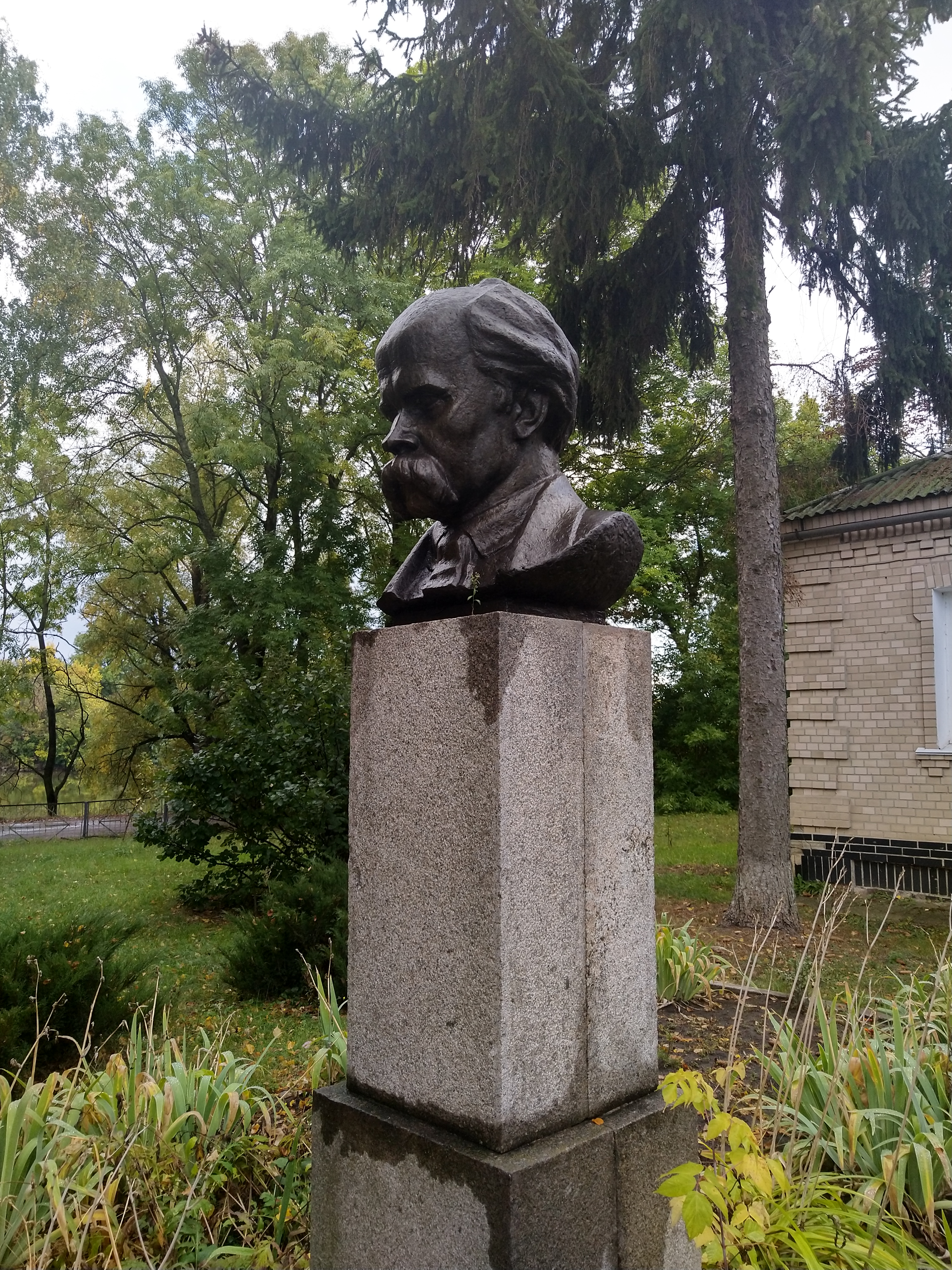
Buste de Taras Chevtchenko, classé[1],
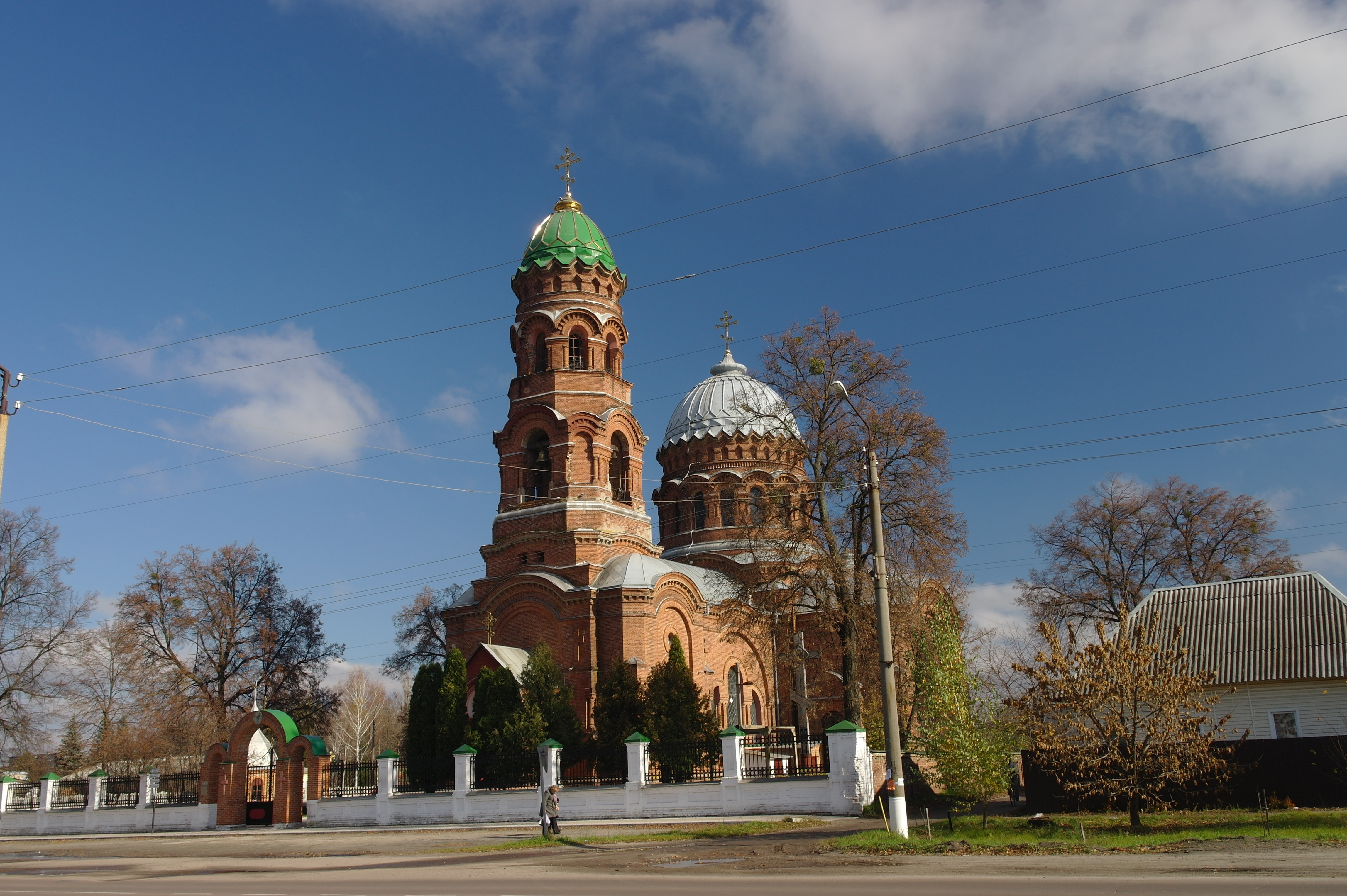
église de l’Ascension, classé[2] et
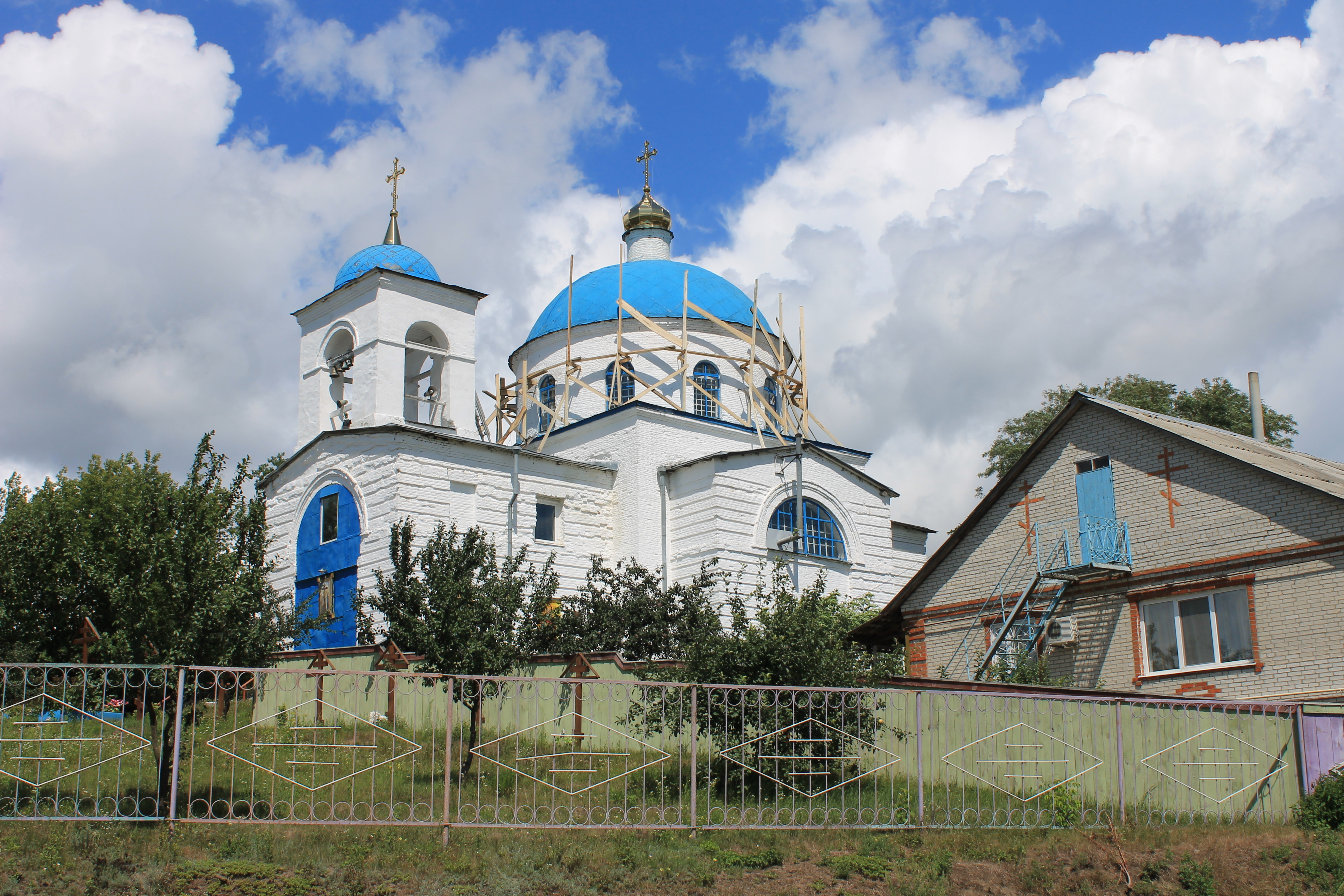
église de l'Exaltation de la Croix, classée[3],
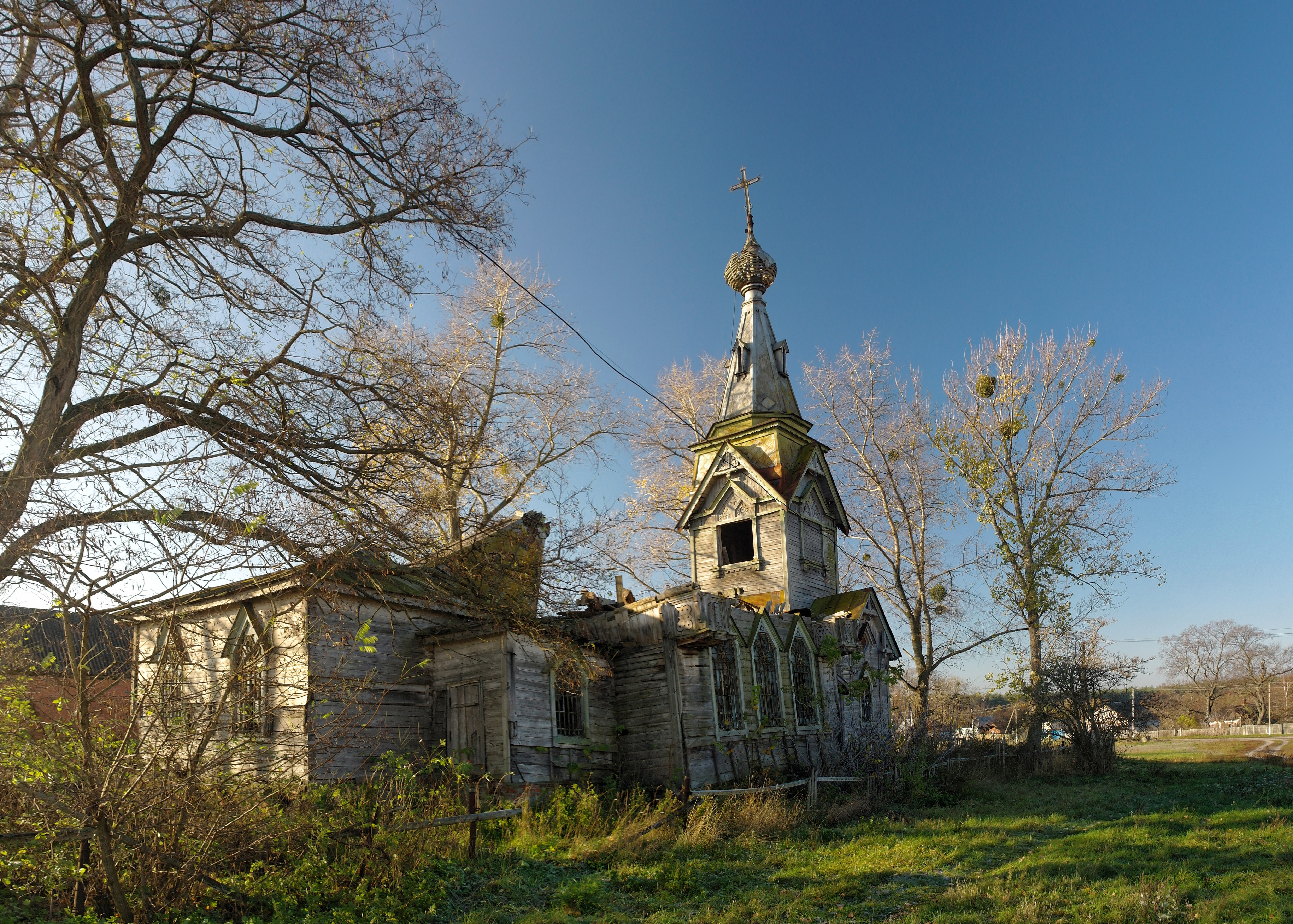
l'église de Bakyrivka, classée[4].